# 廖自顯
廖自顯（1491年—？），字德潛，號漆濱、漆川，自號漆滨主人，直隸盧龍衛軍籍，湖廣湘潭縣人，明朝政治人物。

## 生平
正德十四年（1519年）己卯科順天府鄉試第九十七名舉人。正德十六年（1521年）中式辛巳科會試第一百二十四名，登第三甲第一百八十七名進士。授潁上縣知縣，嘉靖五年（1526年）九月，选授廣東道試監察御史，八年巡按山西宣大，九年五月巡视京营時，擅自笞打指挥胡麟等，十年巡按山東，会羽林指挥刘永昌怨恨都督桂勇及兵部尚书李承勋，因语侵桂萼及自显，自顯朝中無援，遂被逮問，坐免官。後出爲河南汝寧府知府。

## 家族
曾祖廖榮；祖父廖清；父廖儒，曾任監生。母高氏。慈侍下。從侄廖際可，嘉靖進士。